# Andraž Struna
Andraž Struna (ur. 23 kwietnia 1989 w Piranie) – słoweński piłkarz występujący na pozycji obrońcy, reprezentant kraju.

## Kariera klubowa
Struna zaczynał swoją karierę w klubie z rodzinnego miasta – Portorožu Piran. Przed sezonem 2007/08 przeniósł się do FC Koper, którego barwy reprezentował przez kolejne trzy lata. W tym czasie zdobył mistrzostwo i wicemistrzostwo kraju oraz Superpuchar Słowenii. 23 grudnia 2010 roku podpisał 3,5-letni kontrakt z Cracovią. Od sierpnia 2013 roku do 2016 był zawodnikiem greckiego PAS Janina. W 2017 grał w Heart of Midlothian i New York City FC, a w 2018 trafił do cypryjskiego klubu Anorthosis Famagusta.

## Kariera reprezentacyjna
Struna grał w młodzieżowej reprezentacji Słowenii U-21. 15 sierpnia 2012 roku zadebiutował w dorosłej kadrze, rozgrywając 90 minut w wygranym 4:3 meczu towarzyskim z Rumunią.

## Sukcesy

### FC Koper
- Mistrz Słowenii:

2009/10
- Wicemistrz Słowenii:

2007/08
- Zdobywca Superpucharu Słowenii:

2010